# Gađenje
Gađenje je neugodan osjećaj koji nastaje u trenutcima unošenja možebitno štetne tvari poput nečega smrdljivog, ružnog, bolesnog ili odvratnog. Senzacija gađenja neodvojiva je od senzacije mučnine.

## Gađenje i prijezir
Gađenje služi da se u organizam ne unese nešto pokvareno ili štetno, dok prijezir služi kao zapreka i onemogućavanje unošenja "pokvarene" u intimni socijalni svijet ili da se pomoću prijezira izluči. Zbog toga se često prijezir svodi na gađenje kao osnovni osjećaj.